# António José de Lima Leitão
António José de Lima Leitão (Lagos, 17 de Novembro de 1787 — Lisboa, 8 de Novembro de 1856), mais conhecido por Lima Leitão, foi um médico, político, militar, escritor, e professor, tendo-se destacado como tradutor de clássicos da literatura europeia. Foi um dos pioneiros da medicina homeopática em Portugal, que pretendeu, sem sucesso, incluir no ensino médico. Foi, igualmente, membro da Maçonaria.

## Biografia

### Primeiros anos e participação nas Guerras Napoleónicas
Nasceu em Lagos, onde fez os seus estudos elementares; em 1808, com apenas 20 anos de idade, foi nomeado cirurgião-ajudante do Regimento de Infantaria n.º 2, que naquele ano foi incorporado na Divisão de Infantaria, formada por ordem do general Jean-Andoche Junot, então comandante das forças de ocupação franco-espanholas em Portugal. Aquela divisão foi enviada para Salamanca, onde se incorporou na Legião Portuguesa e seguiu para França e daí para diversas frentes das Guerras Napoleónicas, onde combateu integrada no Exército Imperial francês.
Mantendo-se ao serviço das forças napoleónicas, em 1812 foi promovido a cirurgião-mor do Batalhão de Pioneiros do Grande Exército e pouco depois colocado, no mesmo posto, no Quartel-General imperial, em Paris. Aproveitou a sua estada na capital francesa e formou-se em Medicina na Universidade de Paris. Neste período aderiu decisivamente à ideologia liberal e terá sido admitido na Maçonaria.

### Partida para as colónias portuguesas
Terminadas as Guerras Napoleónicas, foi desmobilizado e voltou a Portugal no ano de 1814, onde, tal como aconteceria com a generalidade dos veteranos da Legião Portuguesa, foi mal recebido, já que o serviço prestado a Napoleão Bonaparte era visto como traição à pátria. Neste mesmo ano publicou, ainda em França, o poema Ode ao Duque de Wellington, como general chefe do Exército Português depois da paz de 1814, aparentemente para se demarcar da sua adesão à causa francesa. Não encontrando acolhimento em Lisboa, parte para o Rio de Janeiro, onde se encontrava a Corte portuguesa, procurando aí emprego. Aí republicou a sua ode a Arthur Wellesley, 1.º Duque de Wellington.

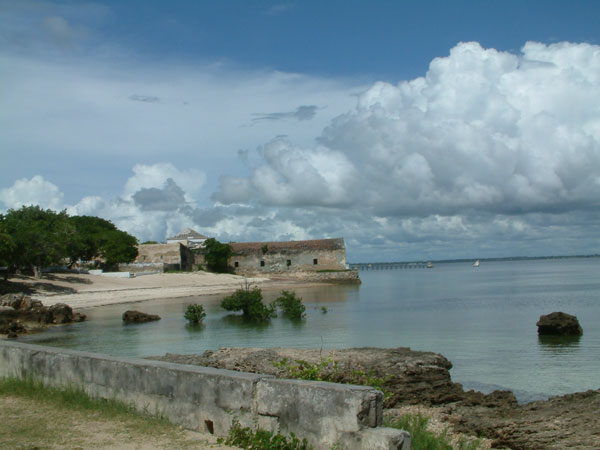
Ilha de Moçambique.

Depois de algum tempo de permanência no Brasil, consegue em 1816 ser nomeado por D. João VI para o lugar de físico-mor de Moçambique, para onde parte e onde permanece algum tempo na Ilha de Moçambique, de onde em finais de 1818 regressa ao Rio de Janeiro.
No Rio de Janeiro consegue, em 1819, a nomeação como físico-mor e Intendente Geral da Agricultura da Índia, com exercício em Goa, no Estado Português da Índia, para aonde parte nesse mesmo ano.
Estava em Goa quando triunfou a Revolução Liberal do Porto, apenas dela tomando conhecimento em Março de 1821, quando por via de cartas chegadas a Bombaim e comunicadas para Goa por Rogério de Faria, ali se soube dos eventos de Agosto anterior. Como liberal convicto, assumiu papel de relevo na implantação do regime liberal no Estado da Índia, sendo um dos motores do processo revolucionário que conduziu ao afastamento do poder e subsequente prisão, a 16 de Setembro de 1821, do vice-rei Diogo de Sousa, conde de Rio Pardo. Quando se formou a Junta Provisional do Governo do Estado da Índia, Lima Leitão era um dos 7 revolucionários que a deveria integrar, nos termos do pacto sob o qual assentava a conspiração que derrubou Rio Pardo. Contudo, a Junta teve apenas 5 membros, nela não tendo assento Lima Leitão. Esta exclusão, manifestação das divisões que já grassavam entre os liberais goeses, a que se junta a desconfiança entre a comunidade nativa e os reinóis europeus, contribuiu para a instabilidade política no período subsequente. Essa instabilidade levou a que nos meses imediatos se sucedessem as tentativas de contra-golpe, as prisões, incluindo a de Lima Leitão, e finalmente a queda da Junta, substituída por outra presidida por D. Manuel Maria Gonçalves Zarco da Câmara, que entretanto chegara nomeado governador da Índia, da qual Lima Leitão fez parte. Em todo este conturbado processo, Lima Leitão assumiu-se como um dos líderes mais activos.
Quando a 14 de Janeiro de 1822 se realizaram em Goa as eleições para deputados às Cortes Gerais e Extraordinárias da Nação Portuguesa, Lima Leitão foi um dos três deputados eleitos pela Índia Portuguesa (os outros dois foram o Dr. Constâncio Roque da Costa, goês, e o Dr. Bernardo Peres da Silva, médico de origem goesa e depois prefeito da Índia Portuguesa). Fez assim parte do grupo dos primeiros deputados a serem eleitos nas colónias portuguesas do Oriente. Quando chegou a Lisboa, já a Vilafrancada tinha levado à dissolução das Cortes, pelo que não chegou a prestar juramento. Ainda assim, foi um dos deputados que subscreveu o protesto contra a dissolução e a suspensão da Constituição Portuguesa de 1822, recém-jurada. Decidiu então não regressar a Goa, demitindo-se do cargo de Intendente Geral da Agricultura da Índia, lugar para o qual foi nomeado o seu colega deputado Bernardo Peres da Silva.

### Regresso a Portugal
Depois de uma estadia em Lagos, onde em 1824 publicou uma Ode pindárica ao triunfo que Sua Majestade obteve da fracção de 30 de Abril, dedicada a D. João VI, fixou-se em Lisboa, onde em 1825 foi nomeado lente da cadeira de Clínica Médica na Escola Médico-Cirúrgica de Lisboa, então a funcionar no Hospital de São José. Foi eleito deputado às Cortes de 1826 e nesse mesmo ano publicou uma tradução da carta dirigida por Dominique de Pradt, antigo arcebispo de Malines, aos eleitores de Paris, mantendo-se entre os defensores da causa constitucional. Após a outorga da Carta Constitucional publicou uma ode a D. Pedro IV.
Contudo, apesar do fervor revolucionário revelado na Índia, manteve-se em funções ao longo do conturbado período de restauração do absolutismo e do governo de D. Miguel I de Portugal. Em 1828, já em plena restauração miguelista, publicou uma Dissertação inaugural pronunciada na abertura dos cursos da Escola Real de Cirurgia de Lisboa, o que demonstra a sua relativa aceitação pelo novo poder. Permaneceu no seu cargo durante a Guerra Civil Portuguesa (1828-1834), não tendo sido incomodado pelo poder absolutista então instalado em Lisboa.
A partir de 1833, com a vitória liberal, esta sua aparente submissão ao absolutismo, em contradição com as suas convicções liberais, desencadeou severas críticas por parte dos emigrados liberais, desembocando numa intensa polémica pública. Quando invocou uma estudada prudência para explicar não ter sido perseguido, foram múltipla e violentas as críticas, particularmente dos ex-emigrados que o apodavam de poltrão, das quais Lima Leitão se defendeu com desassombro, granjeando no processo grande número de inimigos. Depois de publicar um Arrazoado acerca da eleições de 1834 e de uma tentativa infrutífera de se defender em tribunal, que teve resposta num dos principais periódicos da época acabou por publicar uma extensa e dura resposta (mais de 80 páginas), onde ataca a tentativa os ex-emigrados de monopolizarem o mérito da implantação do liberalismo.
Apesar da polémica e dos muitos inimigos que granjeou entre a classe política liberal oriunda da emigração, continuou a sua carreira como lente de Medicina e de Química na Escola Médico-Cirúrgica.
Foi um dos fundadores da Sociedade das Ciências Médicas de Lisboa, a cuja direcção presidiu de 1838 a 1842. Entre 1844 e 1846, foi presidente da Comissão de Saúde Pública daquela associação.
Foi um dos pioneiros da medicina homeopática em Portugal, adoptando os ensinamentos de Samuel Hahnemann, cuja obra traduziu do francês. A partir de 1853, quando tentou introduzir na Escola Médico-Cirúrgica de Lisboa o ensino da homeopatia, caiu profissionalmente em desgraça, tendo entre os seus detractores Bernardino António Gomes. Também manteve um contencioso sobre a matéria com Rodrigo da Fonseca Magalhães, ao tempo Ministro do Reino, responsável pela educação.
Lima Leitão também se dedicou à literatura, tendo editado várias obras sobre medicina, política e poesia e traduzido várias obras estrangeiras e clássicas, como a Arte Poética de Horácio ou Estante do Coro de Nicolas Boileau; e principalmente a obra Paraíso Perdido de John Milton. Deixou também uma vasta obra dispersa na imprensa portuguesa.

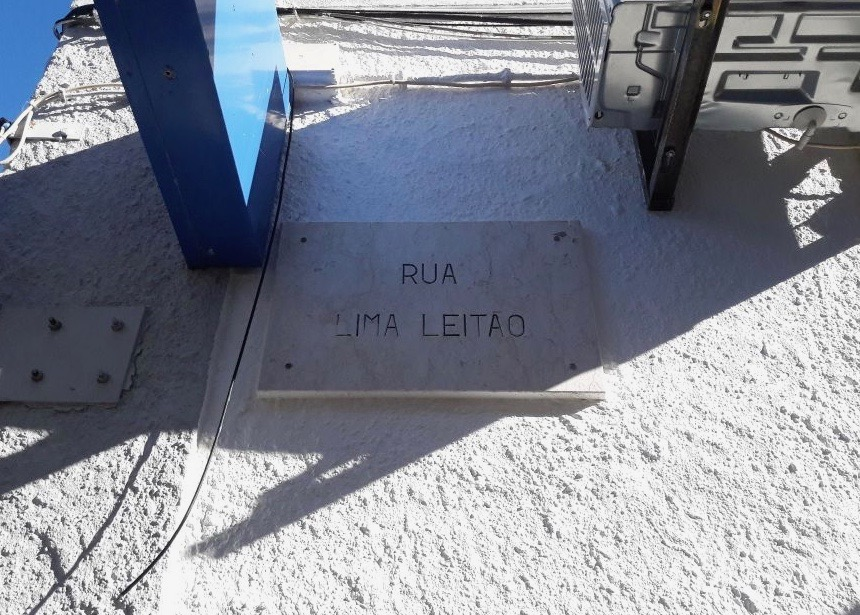
Placa toponímica da Rua Lima Leitão, na cidade de Lagos.

## Homenagens
Foi feito cavaleiro da Ordem Militar de Cristo, e foi membro honorário de várias instituições científicas e literárias de Portugal, Brasil, Espanha e França.
O nome de Lima Leitão foi colocado numa rua da cidade de Lagos.

## Obras publicadas
- Ode ao Duque de Wellington, como general chefe do Exército Português depois da paz de 1814 (1814)
- Ode pindárica ao triunfo que Sua Majestade obteve da fracção de 30 de Abril (1824)
- Dissertação inaugural pronunciada na abertura dos cursos da Escola Real de Cirurgia de Lisboa (1828)
- Arrazoado acerca das eleições de 1834 (1834)
- O Paraiso Perdido: Epopéa de João Milton, vertida do original inglez para verso portuguez (1840)
- A Natureza das Coisas, poema de Tito Lucrecio Caro, traduzido do original latino para verso portuguez, Tomo I (1851) e Tomo II (1853)